# 香芙木属
香芙木属（学名：Schoepfia）是铁青树科下的一个属，为灌木或乔木植物。该属共有15种，分布于热带地区。